# Horda
Horda är en tätort i södra delen av Värnamo kommun i Jönköpings län. Orten har en historia som stationssamhälle längs banan Alvesta-Göteborg.

## Befolkningsutveckling
| Befolkningsutvecklingen i Horda 1950–2020               | Befolkningsutvecklingen i Horda 1950–2020 | Befolkningsutvecklingen i Horda 1950–2020 | Befolkningsutvecklingen i Horda 1950–2020 | Befolkningsutvecklingen i Horda 1950–2020 |
| ------------------------------------------------------- | ----------------------------------------- | ----------------------------------------- | ----------------------------------------- | ----------------------------------------- |
|                                                         |                                           |                                           |                                           |                                           |
| År                                                      |                                           |                                           | Folkmängd                                 | Areal (ha)                                |
| 1950                                                    | 1950                                      |                                           | 327                                       | ##                                        |
| 1960                                                    | 1960                                      |                                           | 412                                       |                                           |
| 1965                                                    | 1965                                      |                                           | 419                                       |                                           |
| 1970                                                    | 1970                                      |                                           | 389                                       |                                           |
| 1975                                                    | 1975                                      |                                           | 469                                       |                                           |
| 1980                                                    | 1980                                      |                                           | 419                                       |                                           |
| 1990                                                    | 1990                                      |                                           | 457                                       | 68                                        |
| 1995                                                    | 1995                                      |                                           | 437                                       | 68                                        |
| 2000                                                    | 2000                                      |                                           | 406                                       | 69                                        |
| 2005                                                    | 2005                                      |                                           | 364                                       | 69                                        |
| 2010                                                    | 2010                                      |                                           | 377                                       | 69                                        |
| 2015                                                    | 2015                                      |                                           | 363                                       | 72                                        |
| 2020                                                    | 2020                                      |                                           | 363                                       | 71                                        |
| Anm.: ## Som tätort/befolkningsagglomeration 1920–1950. |                                           |                                           |                                           |                                           |

## Näringsliv
På orten finns tre industrier, polymertillverkaren Hordagruppen,  Horda Stans (stansade detaljer, framför allt ljudabsorberande material), samt Essell-produkter som tillverkar industridetaljer av metall. Ortens huvudnäring var i många år vårdhem (Tallebo, Majgården, Furulund) som anlitades av olika kommuner med invånare i behov av speciellt stöd.

## Idrott
Orten har ett fotbollslag, Horda AIK. Idrottsplatsen heter Munkavallen. Laget spelar i division 5 (2017)

## Personer från orten
Kända personer från Horda är tidigare kultur- och demokratiministern Alice Bah Kuhnke, journalisten och fotbollsdomaren Torsten Lindberg (1950-2023) samt svenske mästaren och OS-deltagaren i gång, Stefan Ingvarsson.